# Nebulifera robusta
Genre
Espèce
Synonymes
- Oedura robusta Boulenger, 1885

Nebulifera robusta, unique représentant du genre Nebulifera, est une espèce de geckos de la famille des Diplodactylidae.

## Répartition
Cette espèce est endémique d'Australie. Elle se rencontre en Nouvelle-Galles du Sud et au Queensland.

## Publications originales
- Boulenger, 1885 : Catalogue of the lizards in the British Museum (Natural History) I. Geckonidae, Eublepharidae, Uroplatidae, Pygopodidae, Agamidae, Second edition, London, vol. 1, p. 1-436 (texte intégral).
- Oliver, Bauer, Greenbaum, Jackman, Hobbie, 2012 : Molecular phylogenetics of the arboreal Australian gecko genus Oedura Gray 1842 (Gekkota: Diplodactylidae): Another plesiomorphic grade? Molecular Phylogenetics and Evolution, vol. 63, n. 2, p. 255-264.